# Picapauzinho-pintado
O picapauzinho-pintado (Nome científico: Picumnus pygmaeus) é uma espécie de ave da família Picidae. É endêmica do Brasil.